# Dominique Barthélemy
Dominique Barthélemy (nacido en 1953) es un historiador francés, especialista en la Edad Media

## Biografía
Antiguo alumno de l'École Normale Supérieure (1972), de la carrera de historia. Entre sus maestros se encontraban Pierre Toubert y Georges Duby cuyos trabajos han sido enfrentados por Barthélemy durante su carrera académica.
Ha sostenido su tesis sobre el Señorío de Coucy : Ambas edades del señorío banal. Poder y sociedad en la tierra de las sires de Coucy (medio del XI -medio del XIII siglo.) (París-IV, 1984).
Director de estudios a la Escuela práctica de los elevados estudios (1994), es también profesor de historia medieval en la universidad de París IV (2000) después de haber enseñado la historia medieval en la Universidad París XII de Créteil durante los años 1990.
Especialista de antropología histórica, D. Barthélemy vuelve sobre varias cuestiones antiguas que desarrolla en su tesis de Estado (La sociedad en el condado de Vendôme, del año mil al XIV siglo, Apuestas-IV, 1993).

## Aportación a la historia de la Edad Media
En un primer momento, analiza lo que algunos han llamado la « mutación del año mil », intentando de mostrar que esta fecha no representaba ninguna cesura particular, ya que la sociedad evoluciona lentamente y progresivamente desde la Alta Edad Media: la Caballería surgió durante la época Carolingia y el servidumbre comenzó a declinar en la misma época. Se opone a la visión de Jean-Pierre Poly y de Éric Bournazel (La mutación del año mil ha tenido lugar? la servidumbre y la caballería en la Francia de los siglos X y XI,1997).
En un segundo tiempo, muestra también el rol de los clérigos en la violencia feudal del . La Iglesia se ha mostrado mucho tiempo como protectora de los más débiles pero el autor muestra que los señores y los clérigos estaban ligados para mantener su dominio sobre los campesinos. (Caballeros y milagros : la violencia y el sagrado en la sociedad feudal, 2004).
Finalmente, en su último trabajo, D. Barthélemy brindó un nuevo retrato de la caballería de los siglos XI y XII. Todavía la Iglesia da la imagen de una caballería disciplinada por la paz de Dios. Pero ¿la Iglesia no haría a la caballería más dura? (Cruzados) De hecho, el reblandecimiento de los caballeros es debido principalmente, según el autor, a la corte de los príncipes que hace del combate una fiesta (La caballería. De la Germania antigua en Francia del XII siglo, 2007).

## Obras
- Les deux âges de la seigneurie banale. Pouvoir et société dans la terre des sires de Coucy (milieu du XIe - milieu du  XIIIe siècle), Sorbonne, 1984 (thèse préparée sous la direction de Jean-François Lemarignier puis d'Olivier Guillot).
- L'Ordre seigneurial. Nouvelle Histoire de la France médiévale, t. 3, Seuil, 1990.
- La société dans le comté de Vendôme, de l'an mil au XIVe siècle, Sorbonne, 1993 (thèse d'État)
- La mutation de l'an mil a-t-elle eu lieu ? Servage et chevalerie dans la France des Xe et XIe siècles, Fayard, 1997.
- L'an mil et la Paix de Dieu : la France chrétienne et féodale (980-1060), Fayard, 1999.
- Chevaliers et miracles : la violence et le sacré dans la société féodale, Colin, 2004.
- La chevalerie : de la Germanie antique à la France du XIIe siècle, Fayard, 2007; Perrin "Tempus", 2012.
- Nouvelle Histoire des Capétiens (978-1214), Le Seuil, L'Univers historique, 2012.

- Datos: Q3034973